# Lubjanka
Lubjanka (rusky Лубянка) je hovorový název velitelství FSB a přidružené věznice na náměstí Lubjanka v moskevské čtvrti Meščanskij. Jedná se o velkou neobarokní budovu s fasádou ze žlutých cihel, kterou navrhl Alexander V. Ivanov v roce 1897 a kterou v letech 1940 až 1947 rozšířil Alexej Ščusev, který byl autorem i Leninova mauzolea. Dříve byla centrálou sovětské tajné služby KGB; Na fasádě budovy jsou stále vidět sovětská kladiva a srp. Budova je známa pro svoje překrásné parketové podlahy a světlezelené stěny.
Budova se nachází na náměstí Lubjanka. Do roku 1991 bylo toto moskevské náměstí pojmenováno podle zakladatele Čeky a velitele NKVD – Felixe Edmundoviče Dzeržinského, jehož socha se nacházela na náměstí.

## Historie
Honosnou budovu postavila Všeruská pojišťovací společnosti "Rossija" (Страховое общество «Россия») v letech 1900-1902 podle projektu A. V. Ivanova v neoklasicistním slohu s barokizujícími stavebními prvky. Pojišťovací společnost tyto prostory pronajímala jako obchody a byty. Po Říjnové bolševické revoluci byla budova zabrána sovětskou vládou, která v ní zřídila velitelství tajné policie – tehdy nazývané Čeka.
Název i struktura sovětské tajné policie se měnil, avšak budova zůstávala stejná. Tak se zde vystřídalo NKVD, KGB a v současnosti zde sídlí FSB – Federální bezpečnostní služba Ruské federace. Součástí budovy byla i věznice, ve které byli zadržováni mnozí političtí vězni. O tomto vězení se zmiňuje i dílo Souostroví Gulag Alexandra Solženicyna. Kromě jiného v budově sídlí i Muzeum KGB, které je dnes přístupné široké veřejnosti.

## Ostatní
Jeden ze vtipů pocházející ze sovětské éry praví, že z Lubjanky je překrásný výhled – dá se z ní dohlédnout až na Sibiř.

## Galerie

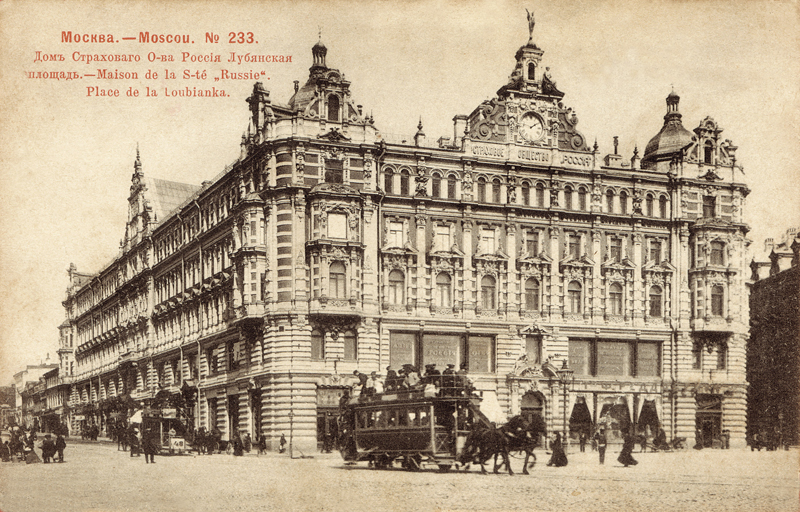
Původní budova Všeruské pojišťovací společnosti před rokem 1917
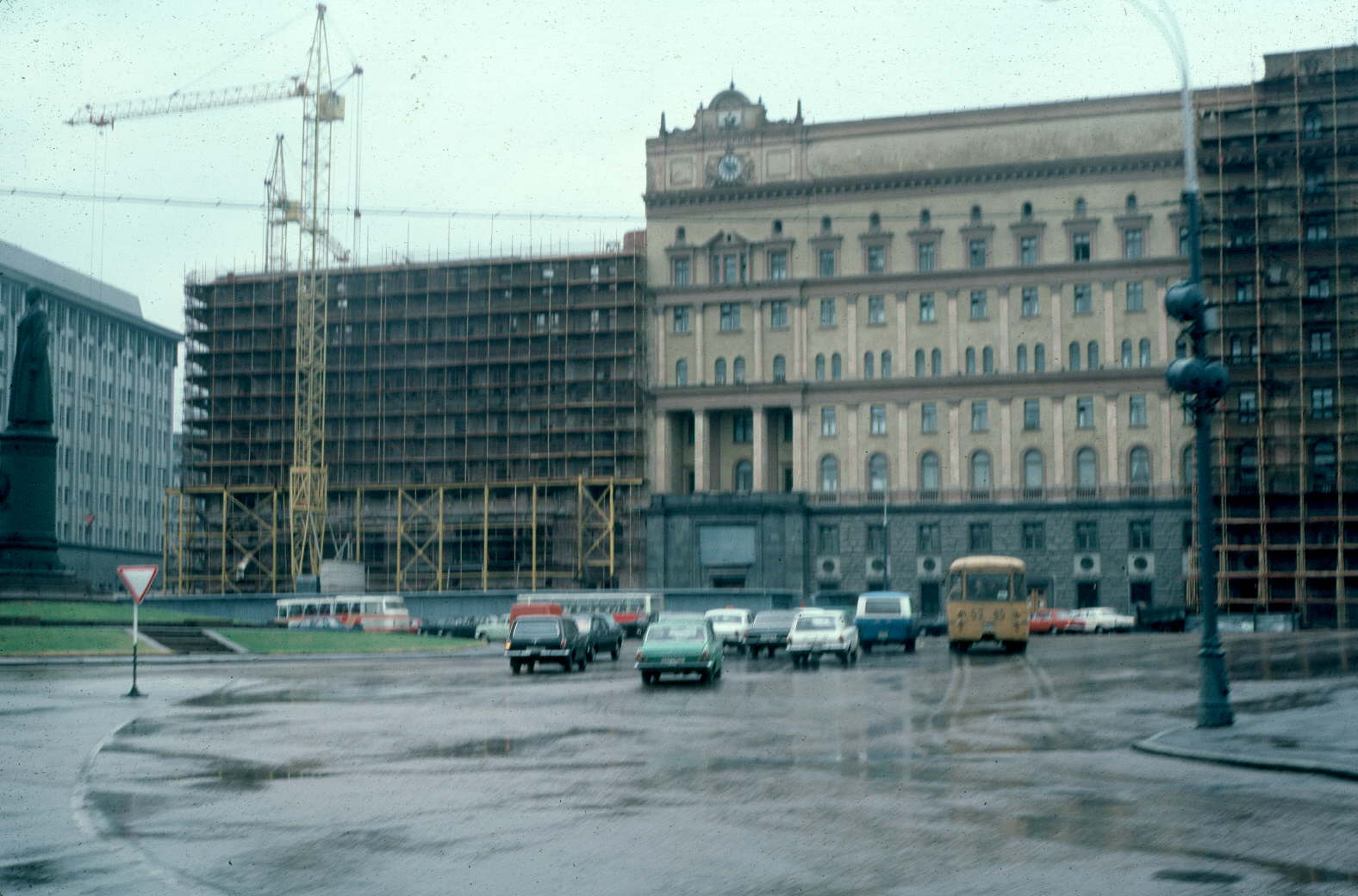
Lubjanka během rekonstrukce v roce 1983